# Хуан Едуардо Сунига
Хуан Едуардо Сунига (на испански: Juan Eduardo Zúñiga) е испански преводач от български език и руски език, испански писател и литературен критик.

## Биография
Хуан Едуардо Сунига е роден на 24 януари 1929 г. в Мадрид. Завършва изящни изкуства, философия и литература в Мадрид, специализира славянски езици – руски и български. Участник в Гражданската война.
Автор е на книгите „Съвсем безполезни“ (повест, 1951), „Коралът и водите“ (новели, 1962), „Един дълъг мадридски ноември“ (разкази, 1980, 1992), „Земята ще бъде рай“ (фантастична проза, 1989, 1992), „Цветя от олово“ (новели, 1999), „Столицата на славата“ (2003), на биографичните студии „Непознатите страсти на Иван Тургенев“ (1977, 1996) и „Пръстенът на Пушкин“ (1983, 1992).
Един от най-добрите испански преводачи от български, руски, френски и португалски език, автор на множество статии за българската култура. Носител е на Националната испанска награда за превод (1987), наградата за литературна критика „Саламбо“ (2003) и на престижни литературни награди. Голям приятел на България, превежда „Под игото“ на Иван Вазов (1949), „Жетварят“ на Йордан Йовков (1944), Пейо Яворов (1983), Никола Вапцаров, Елисавета Багряна, Христо Смирненски и други български писатели.
Създава интересни спомени за приятелството си с Димитър Димов. Посещава страната ни за честването на Вапцаров (1979), по време на ІІІ международна среща на писателите (1980) и при честването на Йордан Йовков в Добрич (тогава – Толбухин), където изнася доклад на тема „Йовков и патриархалния живот на българското село“.
По предложение на Посолството на Република България в Кралство Испания и на Съюза на преводачите в България на 27 юни 2019 г. Хуан Едуардо Сунига е удостоен с орден „Св. св. Кирил и Методий“ I степен за големи заслуги в областта на културата, изкуството, образованието и науката.
Умира на 24 февруари 2020 г. в Мадрид.